# 8531 Mineosaito
8531 Mineosaito eller 1992 WX2 är en asteroid i huvudbältet som upptäcktes den 16 november 1992 av de båda japanska astronomerna Kazuro Watanabe och Kin Endate vid Kitami-observatoriet. Den är uppkallad efter Mineo Saito.
Asteroiden har en diameter på ungefär 11 kilometer.